# Wapen van Dieden, Demen en Langel

Wapen van Dieden, Demen en Langel

Het wapen van Dieden, Demen en Langel werd op 20 juli 1816 bij besluit van de Hoge Raad van Adel aan de toenmalige Noord-Brabantse gemeente Dieden, Demen en Langel bevestigd. Op 1 mei 1923 ging de gemeente samen met enkele andere gemeenten op in de gemeente Ravenstein, waarmee het wapen kwam te vervallen. Sinds 1 januari 2003 vallen de plaatsen onder de gemeente Oss.

## Blazoenering
De blazoenering bij het wapen luidt als volgt:
Van lazuur, beladen met twee klimmende geaffronteerde leeuwen, gescheiden door een pal; boven het schild St. Laurens met de palm in de regter en de rooster in de linkerhand, alles van goud.
Het wapen is verleend in de kleuren goud op blauw. Dit zijn de rijkskleuren. 

## Geschiedenis
Het wapen is afkomstig van de voormalige heerlijkheid Dieden, die tot 1806 tot het hertogdom Gelre behoorde. Er is een schependomzegel bekend uit het midden van de achttiende eeuw, met de parochieheilige St. Laurentius achter het wapen van Gelderland. Omdat er bij aanvraag geen kleuren waren aangegeven, werd het wapen in rijkskleuren verleend. Het wapen vertoont grote gelijkenis met dat van Oijen en Teeffelen. Oijen was tot 1615 in bezit van dezelfde families als Dieden.

## Verwante wapens

Het wapen van het Hertogdom Gelre
Het wapen van Oijen en Teeffelen

## Dorpswapen
De Noord-Brabantse Commissie voor Wapen- en Vlaggenkunde heeft in 1992 als dorpswapen voor Dieden een dorpswapen voorgesteld dat van het vroegere gemeentewapen is afgeleid.
De beschrijving luidt: "Gedeeld : I in azuur een omgewende, dubbelstaartige leeuw van goud, gekroond van hetzelfde en getongd en genageld van keel; II in goud een leeuw van sabel, getongd en genageld van keel; en een hartschild van goud, waarop een rooster van sabel.".
In dit wapen is het schild in de oorspronkelijke kleuren weergegeven en is de H. Laurentius vervangen door zijn attribuut, in een hartschild.
Aalburg
· Aalst
· Aarle-Rixtel
· Alem 
· Alem, Maren en Kessel
· Almkerk
· Alphen en Riel
· Andel
· Baardwijk
· Bakel en Milheeze
· Beek en Donk
· Beers
· Berghem
· Berkel-Enschot
· Berlicum
· Besoyen
· Beugen en Rijkevoort
· Bladel en Netersel
· Bokhoven
· Borkel en Schaft
· Boxmeer
· Budel
· Capelle
· Chaam
· Cromvoirt
· Cuijk
· Cuijk en Sint Agatha
· De Werken en Sleeuwijk
· Den Dungen
· Deurne en Liessel
· Dieden, Demen en Langel
· Diessen
· Dinteloord (en Prinsenland)
· Dinther
· Dommelen
· Drongelen, Haagoort, Gansoijen en Doeveren
· Drunen
· Duizel en Steensel
· Dussen
· Eersel
· Eethen
· Emmikhoven en Waardhuizen
· Empel en Meerwijk
· Engelen
· Erp
· Esch
· Escharen
· Fijnaart en Heijningen
· Gassel
· Geffen
· Geldrop
· Gemert
· Genderen
· Gestel en Blaarthem
· Giessen
· Ginneken en Bavel
· Grave
· 's Gravenmoer
· Haaren 
· Halsteren
· Haps
· Haren en Macharen
· Hedikhuizen
· Heesch
· Heeswijk
· Heeswijk-Dinther
· Heeze
· Helvoirt
· Herpt
· Hoeven
· Hooge en Lage Mierde
· Hooge en Lage Zwaluwe
· Hoogeloon, Hapert en Casteren
· Huijbergen
· Kessel
· Klundert
· Landerd
· Leende
· Liempde
· Lierop
· Lieshout
· Linden
· Lith
· Luyksgestel
· Maarheeze
· Maasdonk
· Maashees en Overloon
· Made en Drimmelen
· Maren
· Meeuwen
· Megen, Haren en Macharen
· Mierlo
· Mill en Sint Hubert
· Moergestel
· Nederwetten en Eckart
· Nieuw-Ginneken
· Nieuw-Vossemeer
· Nieuwkuijk
· Nistelrode
· Nuenen en Gerwen
· Nuland
· Oeffelt
· Oerle
· Oijen en Teeffelen
· Oost-, West- en Middelbeers
· Oploo, Sint Anthonis en Ledeacker
· Ossendrecht
· Oud en Nieuw Gastel
· Oudenbosch
· Oudheusden
· Princenhage
· Prinsenbeek
· Putte
· Raamsdonk
· Ravenstein
· Reek
· Reusel
· Riethoven
· Rijsbergen
· Rijswijk
· Roosendaal en Nispen
· Rosmalen
· Sambeek
· Schaijk
· Schijndel
· Sint Anthonis
· Sint-Michielsgestel
· Sint-Oedenrode
· Soerendonk, Sterksel en Gastel
· Sprang
· Sprang-Capelle
· Standdaarbuiten
· Stiphout
· Stratum
· Strijp
· Terheijden
· Teteringen
· Tongelre
· Uden
· Udenhout
· Veen
· Veghel
· Veldhoven en Meerveldhoven
· Velp
· Vessem, Wintelre en Knegsel
· Vierlingsbeek
· Vlierden
· Vlijmen
· Vrijhoeve-Capelle
· Wanroij
· Waspik
· Werkendam
· Westerhoven
· Wijk en Aalburg
· Willemstad
· Woensel (en Eckart)
· Woudrichem
· Wouw
· Zeeland
· Zesgehuchten
· Zevenbergen